# Dormsjö

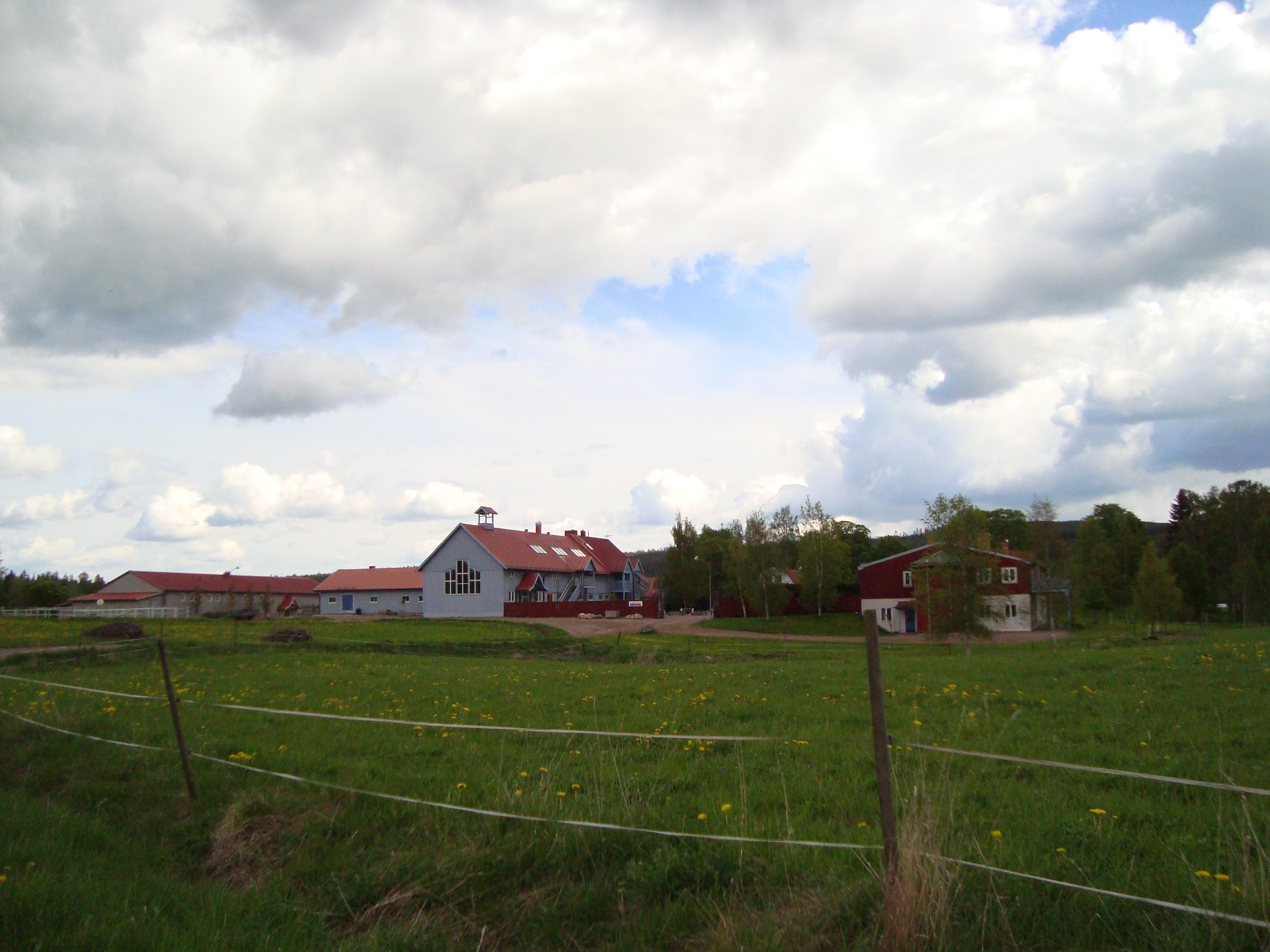
Dormsjöskolan

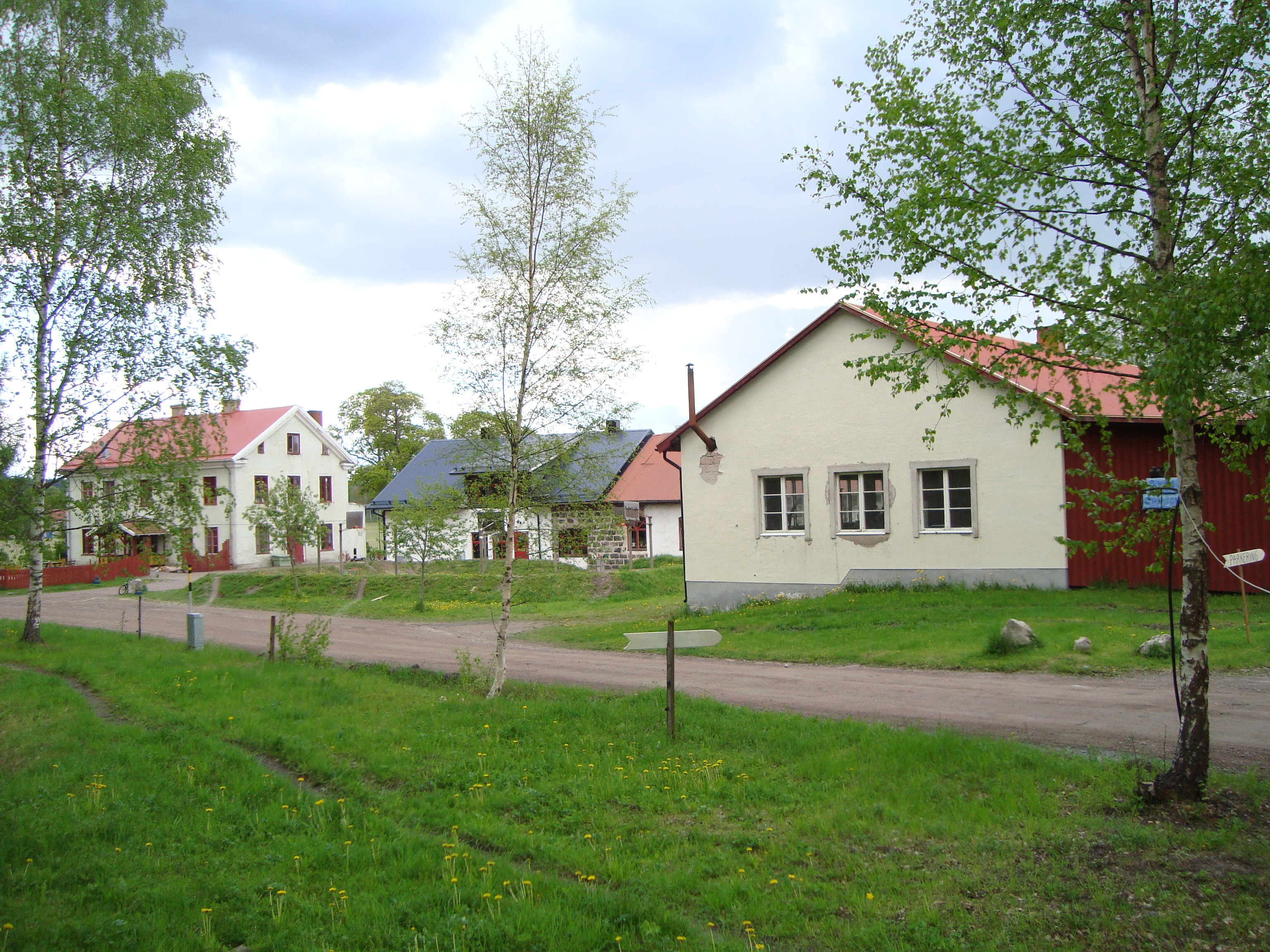
Annaskolan

Dormsjö är ett litet samhälle i Garpenbergs socken i Hedemora kommun beläget 5,7 kilometer norr om Garpenberg i södra Dalarna. Dormsjö finns omnämnt redan på 1400-talet och har inom bland annat järnhanteringen spelat en viktig roll. Dormsjö gård var ett tag fogdegård för Näsgårds fögderi istället för Näs kungsgård.
Dormsjö gård är idag Dormsjöskolan, som grundades 1958 som ett behandlingshem med en läkepedagogisk och waldorfpedagogisk utgångspunkt.
Sedan 1987 återfinns även Annaskolan i Dormsjö. Annaskolan startade som ett föräldrainitiativ och är en waldorfskola. Skolan ligger på marken som tidigare var Dormsjö bruk, och däremellan en plattfabrik.

## Dormsjö bruk
Garpenbergs bruk fick sina privilegier för Dormsjö 1782, men järnhantering i Dormsjö nämns redan i Ingel Jönssons donationsbrev från den 11 juli 1477 genom vilket Gudsberga kloster kunde grundas. På 1600-talet fanns en hammare, en masugn och en järnhytta i byn, som fick stryka på foten för kopparhantering. Kopparhyttan lades ner på 1780-talet, eftersom Garpenbergs bruk då själva kunde smälta all malm som kom upp.
I och med privilegierna startade Dormsjö järnbruk och mekaniska verkstad (vilket gör den 27 år äldre än Samuel Owens Kungsholmens Mekaniska Werkstad, även kallad den första Mechaniska Fabrik i Sverige).
Vid Dormsjö bruk tillverkades först ämnesjärn som på annat håll, via brännstål, blev bunkstål, som gick för export. Denna tillverkning upphörde 1823, när bruket fått rättigheter att smida järnbleck och plåtar. 
En försöksomgång till vad som skulle utvecklas till lancachiresmide, gjordes av Gustaf Ekman på bruket 1830. Han förvärmde då tackjärnet så att härdgaserna avgick, vilket sparade kol. Lancachiremetoden infördes på bruket 1831 efter att Ekman kommit tillbaka efter studier i England. Även vallonsmideförsök genomfördes på sommaren 1830. Dessa återupptogs 1832–33 med goda resultat och 1834 hade brukspatron Erik von Sockenström skickat järnprover till professor Nils Gabriel Sefström på Jernkontoret som blivit mycket imponerad av den höga kvaliteten. Vidare försök fortsatte 1836–37 i syfte att minska kostnader och öka kvalitén.
Även Bessemerprocessens rötter kan härledas till Dormsjö bruk, då Karl Johan Laurens Leffler använde Henry Bessemers småskaliga försöksverksamhet i England till att genomföra fullskaliga experiment i Dormsjö 1857. Dock lyckades det inte heller där, utan först året efter en tids experimenterande av Göran Fredrik Göransson vid Edske masugn.
I Dormsjö bruks hammarsmedja fanns år 1841 två tyskhärdar, Rönnqvists härd och Norbergs härd. År 1842 tillkom en masugnspipa ritad av direktör Starbäck och uppförd under masmästare Dandanell. Bruket var under 1850-talet ett av de största bruken i Sverige. År 1852 hade det landets fjärde största produktion efter Löfsjön, Svartnäs och Ulvshyttan. 
År 1886 byggdes en ny masugn, men den var endast i drift till 1893, när produktionen av tackjärn flyttade till Fors. Gjuteriet och den mekaniska verkstaden fanns dock kvar till år 1900. Kvalitén ansågs vara en av de bästa och man fick även priser på världsutställningar. I Dormsjö gjordes maskiner till järnbruk och gruvor, såväl som spisar, kaminer och kokkärl. Särskilt välkända var blåsmaskinerna från bruket, konstruerade av Petrus Härdén. Samma Härdén underhöll och uppdaterade brukets maskiner så att de alltid var i spetsen av tidens teknik under 1880- och 1890-talen. Även Karl Lindstedt, brodern Jan Eric Lindstedt och Karls son Otto Lindstedt formade brukets under dess storhetsperiod. När bruket skulle läggas ner år 1900 blev det bara en tvåraders notis i Södra Dalarnes Tidning: "Dormsjö mek. verkstad nedlägges 1 inst. aug".

### Fotnoter
1. ↑  Eva-Lena Fränkel och Carina Bååth (19 mars 2008). ”En ny start i livet” (PDF). http://www.dormsjoskolan.com/objects/Rapport_webb.pdf.